# Spilarctia punctata
Spilarctia punctata là một loài bướm đêm thuộc phân họ Arctiinae, họ Erebidae.